# Zyginopsis cassavae
Zyginopsis cassavae är en insektsart som först beskrevs av William Edward China 1930.  Zyginopsis cassavae ingår i släktet Zyginopsis och familjen dvärgstritar.
Artens utbredningsområde är Tanzania. Inga underarter finns listade i Catalogue of Life.